# Movimentos judaicos
Movimentos judaicos são organizações religiosas ou laicas de judeus através dos tempos. No antigo Israel até o século XIX estes movimentos eram essencialmente ramificações do Judaísmo (ver Religiosidade judaica). Após a emancipação judaica do século XIX, os judeus tiveram oportunidade de engajar-se em movimentos políticos e em outros tipos de movimentos culturais e sociais. 